# Sárgaláz elleni védőoltás
A sárgaláz elleni védőoltás olyan vakcina, amely védelmet nyújt a sárgaláz ellen. A sárgaláz egy Afrikában és Dél-Amerikában előforduló vírusfertőzés. Az emberek mintegy 99%-a a beoltást követően egy hónappal már immunissá válik, és a védelem egy egész életen át tart. Az oltóanyag segít a járványkitörések megfékezésében. A védőoltást vagy izomba, vagy a bőr alá adják.
Az Egészségügyi Világszervezet (WHO) ajánlása szerint azokban az országokban, ahol a betegség elterjedt, rutinszerű immunizálásra van szükség. Erre általában kilenc és tizenkét hónapos kor között kell sort keríteni. A fertőzött térségekbe utazókat is be kell oltani. Emlékeztető oltásra általában nincs szükség.
A sárgaláz elleni oltóanyag általában biztonsággal beadható. Ez azokra is vonatkozik, akik HIV vírussal fertőzöttek, de nincsenek tüneteik. Enyhe mellékhatások jelentkezhetnek: többek között fejfájás, izomfájdalom, az oltás helyén felmerülő fájdalom, láz és kiütés. Súlyos allergiás reakció egymillió esetből körülbelül nyolcszor, komoly neurológiai probléma egymillió esetből négyszer, szervi elégtelenség pedig egymillió esetben három alkalommal fordulhat elő. A védőoltás várandósság alatt is biztonságosnak tekinthető, ezért a javasolt mindenkit beoltani, aki valószínűleg ki lesz téve a vírusfertőzésnek. Rendkívül gyenge immunrendszerű személyek számára beadása nem javasolt.
A sárgaláz elleni védőoltást 1938-ban kezdték el alkalmazni. Az oltóanyag szerepel az Egészségügyi Világszervezet alapvető gyógyszereket tartalmazó listáján, amely az egészségügyi alapellátásban szükséges legfontosabb gyógyszereket sorolja fel. A vakcinát gyengített vírusokból állítják elő. Bizonyos országok a területükre történő belépés engedélyezése előtt igazolást kérnek a sárgaláz elleni védőoltásról abban az esetben, ha valaki olyan országból érkezik, ahol a betegség elterjedt.

## Fordítás
- Ez a szócikk részben vagy egészben  a   Yellow fever vaccine című angol Wikipédia-szócikk ezen változatának fordításán alapul.  Az eredeti cikk szerkesztőit annak laptörténete sorolja fel. Ez a jelzés csupán a megfogalmazás eredetét és a szerzői jogokat jelzi, nem szolgál a cikkben szereplő információk forrásmegjelöléseként.